# Vesna Fabjan
Vesna Fabjan (Brig-Glis, Suiza, 13 de marzo de 1985) es una deportista eslovena que compitió en esquí de fondo. 
Participó en cuatro Juegos Olímpicos de Invierno, entre los años 2006 y 2018, obteniendo una medalla de bronce en Sochi 2014, en la prueba de velocidad individual.

## Palmarés internacional
| Juegos Olímpicos | Juegos Olímpicos | Juegos Olímpicos  | Juegos Olímpicos     |
| Año              | Lugar            | Medalla           | Prueba               |
| ---------------- | ---------------- | ----------------- | -------------------- |
| 2014             | Sochi (Rusia)    | Medalla de bronce | Velocidad individual |